# Kaarlo Castrén

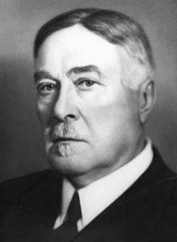
Kaarlo Castrén

Kaarlo Castrén (Turtola, 28 februari 1860 - Helsinki, 19 november 1938) was een Fins politicus.
In 1888 richtte hij met Frans Emil Snellman het nog steeds bestaande advocatenkantoor Castrén & Snellman op. Van 1888 tot 1892 maakte hij deel uit van de Senaat (regering van het Groothertogdom Finland). Van 1908 tot 1909 was Castrén senator van Burgerzaken.
Na de Finse onafhankelijkheid (november 1917) werd hij lid van de Nationale Progressieve Partij (NPP). Van 1918 tot 1919 was hij minister van Financiën. Van 17 april tot 15 augustus 1919 was hij premier van een coalitie van de NPP, Finse Agrarische Partij en de Zweedse Volkspartij.
Als advocaat van zijn eigen advocatenkantoor, verdedigde hij in 1946 Risto Heikki Ryti, de vroegere Finse president, tijdens de Oorlogsverantwoordelijkheidsprocessen.